# مسجد جامع کهک
مسجد جامع کهک مربوط به دوره صفوی - دوره معاصر است و در کهک، خیابان ملاصدرا، بالاتر کوچه ملاصدرای ۹، محله چاله حمام واقع شده و این اثر در تاریخ ۱۱ دی ۱۳۸۰ با شمارهٔ ثبت ۴۶۳۲ به‌عنوان یکی از آثار ملی ایران به ثبت رسیده است.